# Cràter complex
Un cràter complex és un cràter d'impacte amb una elevació central.

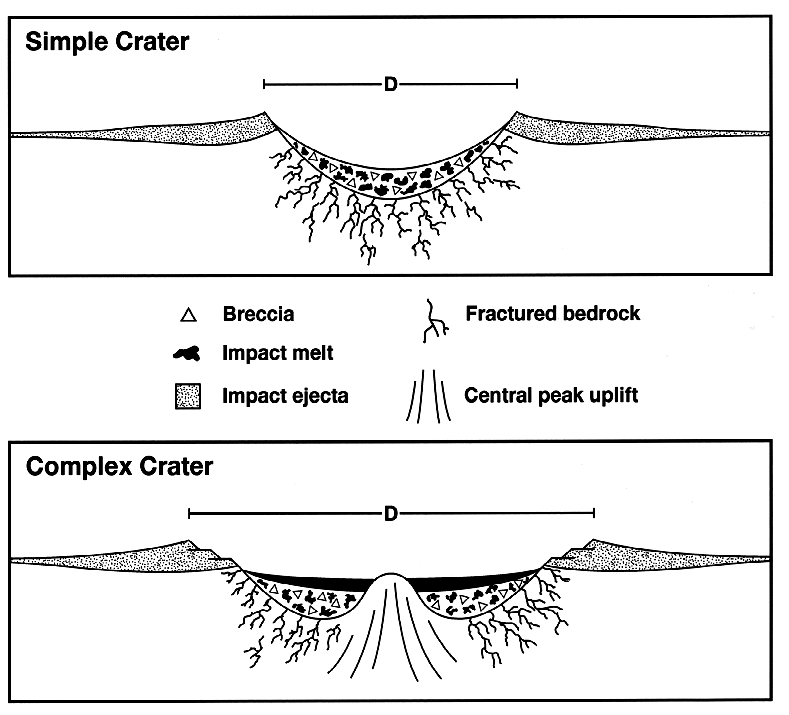
Estructura d'un cràter d'impacte

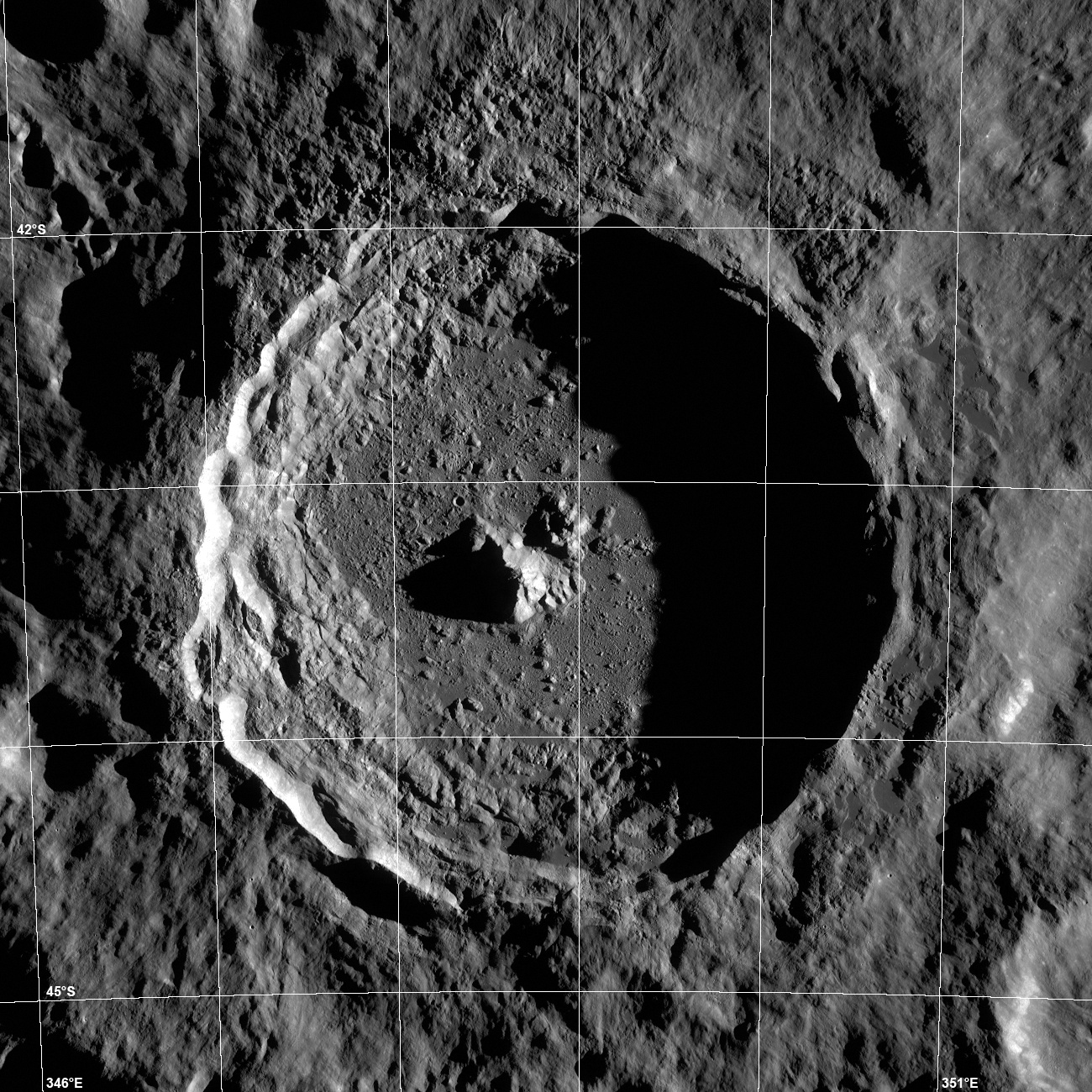
Cràter lunar Tycho

Per sobre d'una determinada mida de llindar, que varia amb la gravetat planetària, el col·lapse i la modificació de la cavitat transitòria és molt més extensa i l'estructura resultant es denomina cràter complex. El col·lapse de la cavitat transitòria és impulsada per la gravetat, i implica tant l'elevació de la regió central com el col·lapse cap a l'interior de la vora. L'elevació central no és el resultat de rebot elàstic, que és un procés en el qual un material amb força elàstica intenta tornar a la seva forma original; més aviat l'elevació és un procés en el qual un material ofereix poca o cap resistència als intents de tornar a un estat d'equilibri gravitacional.
Els cràters complexos tenen el centre elevat, i típicament són grans cràters poc profunds, plans i amb parets en forma de terrassa. Poden aparèixer un o més anells exteriors o interiors en els cràters més grans i l'estructura pot ser etiquetada com una conca d'impacte en lloc d'un cràter d'impacte.
La morfologia del cràter complex en planetes rocosos sembla seguir una seqüència regular amb l'augment de mida:
- El cràter complex petit presenta un pic topogràfic al centre que s'anomena pic anul·lar central, com per exemple Tycho.
- El cràter de grandària intermèdia, anomenat «cràter d'anell de pics», presenta un anell de pics que substitueix al pic central, com per exemple Schrödinger.
- Els cràters més grans contenen diversos anells topogràfics concèntrics, i s'anomenen «conques amb múltiples anells», com per exemple Orientale.

En el gel, en comparació amb els cossos rocosos, apareixen altres formes morfològiques que poden tenir forats centrals en lloc de pics centrals. En les mides més grans poden contenir molts anells concèntrics, com per exemple Valhalla, de Calisto.